# استفانو آگوستینی
استفانو آگوستینی (ایتالیایی: Stefano Agostini؛ زادهٔ ۳ ژانویهٔ ۱۹۸۹) دوچرخه‌سوار اهل ایتالیا است.